# Bakkies Botha
John Philip „Bakkies“ Botha (* 22. September 1979 in Newcastle) ist ein südafrikanischer Rugby-Union-Spieler, der in der zweiten Reihe für die südafrikanische Nationalmannschaft und für den RC Toulon spielt. Er wurde im Jahr 2007 mit den „Springboks“ Weltmeister.

## Karriere
Botha spielte vor seinem Debüt für die Herrennationalmannschaft Südafrikas im Jahr 2002 gegen Frankreich für die U19-, U23- und die Reservenationalmannschaft. Seitdem bildet er mit Victor Matfield eine der besten Partnerschaften in der zweiten Reihe im internationalen Rugby. Beide haben bislang 46 Mal zusammen in der Nationalmannschaft gespielt, zudem gehören sie demselben Provinzverband und Franchise an. Botha sagte über ihr Verhältnis:
Sometimes I feel we know each other better than we know our wives.
Manchmal denke ich, wir kennen uns besser als unsere Frauen.
Botha war 2003 Teil der südafrikanischen Nationalmannschaft zur Weltmeisterschaft, wo er drei Versuche legte. Bei den Tri Nations im folgenden Jahr gelang ihm mit Südafrika der zweite Titel nach 1998. Seine zweite Weltmeisterschaft bestritt er 2007, die gewonnen wurde. Bei den Tri Nations 2008 erreichte er sein 50. Länderspiel beim historischen Sieg gegen Neuseeland in Dunedin. Aufgrund einer Verletzung konnte er am weiteren Turnier nicht teilnehmen. Er kehrte im Herbst des Jahres zurück, um mit Südafrika gegen alle britische Nationalmannschaften zu gewinnen und unter anderem England die höchste Heimniederlage der Geschichte zuzufügen. Im Jahr 2009 gehörte er zum Kader Südafrikas beim Aufeinandertreffen mit den British and Irish Lions. Die Serie gegen die Lions konnten die Springboks mit 2:1 gewinnen. Darauf gelang der dritte Titel bei den Tri Nations.
Mit den Bulls, für die Botha seit dem Jahr 2002 im Super 14 antrat, gewann er 2007, 2009 und 2010 die Meisterschaft. Den Currie Cup konnte er viermal gewinnen. Auf die Saison 2011/12 wechselte er nach Frankreich zum RC Toulon.